# Marco De Marchi (naturaliste)
Pour l’article homonyme, voir Marco De Marchi.
Marco De Marchi, né à Milan le 5 décembre 1872 et mort à Varenna le 15 juillet 1936, est un entrepreneur, naturaliste et philanthrope italien.